# Rhodiola recticaulis
Rhodiola recticaulis är en fetbladsväxtart som beskrevs av A. Boriss.. Rhodiola recticaulis ingår i släktet rosenrötter, och familjen fetbladsväxter. Inga underarter finns listade i Catalogue of Life.